# Esperantska abeceda
Esperantska abeceda sastoji se od 28 slova.
| Velika slova | Velika slova | Velika slova | Velika slova | Velika slova | Velika slova | Velika slova | Velika slova | Velika slova | Velika slova | Velika slova | Velika slova | Velika slova | Velika slova |
| ------------ | ------------ | ------------ | ------------ | ------------ | ------------ | ------------ | ------------ | ------------ | ------------ | ------------ | ------------ | ------------ | ------------ |
| A            | B            | C            | Ĉ            | D            | E            | F            | G            | Ĝ            | H            | Ĥ            | I            | J            | Ĵ            |
| K            | L            | M            | N            | O            | P            | R            | S            | Ŝ            | T            | U            | Ŭ            | V            | Z            |
| Mala slova   |              |              |              |              |              |              |              |              |              |              |              |              |              |
| a            | b            | c            | ĉ            | d            | e            | f            | g            | ĝ            | h            | ĥ            | i            | j            | ĵ            |
| k            | l            | m            | n            | o            | p            | r            | s            | ŝ            | t            | u            | ŭ            | v            | z            |

Izgovora se kao i u hrvatskom,  a slova kojih nemamo izgovaraju se ovako:
ĉ = ć; ĝ = đ; ŝ = š; ĵ = ž; ŭ = kratko u; ĥ = tvrdo, grleno H.
"ŭ" dolazi samo u parovima: aŭ, eŭ, koji se izgovaraju kao jedan slog, a ne dva.
"ĥ" je gotovo sasvim nestalo iz jezika; zamjenjuje se slovima K ili H.
Slova kojih nema u hrvatskom su: ĉ, ĝ, ĥ, ĵ, ŝ, ŭ. Na računalu ili pisaćem stroju, ako ih nema, koriste se uglavnom kombinacije s "x" (cx, gx, hx, jx, sx, ux), s "h" (ch, gh, h, jh, sh, u), s "^" ili s apostrofom.  Preporučujem "x", jer "ch" i "sh" postoje u stranim imenima, “^” se na nekim računalima vidi drugačije, a "x" je dobar i za sortiranje. Danas su esperantski znakovi već definirani u ISO-Latin 3 standardu, te u Unicodeu. 
Napomena: jezici u kojima je esperanto prvi put predstavljen ne razlikuju Č i Ć. toga neki esperantisti kažu da npr. Ĉ nije ni jedno od njih, nego nešto srednje, ili odabiru Č. Ipak, u praksi se izgovara malo mekše, pa je gornje objašnjenje najpraktičnije. 